# ناتانئیل آرکند
ناتانئیل آرکند (انگلیسی: Nathaniel Arcand؛ زادهٔ ۱۳ نوامبر ۱۹۷۱) یک هنرپیشه اهل کانادا است.
از فیلم‌ها یا برنامه‌های تلویزیونی که وی در آن نقش داشته است می‌توان به رهیاب و قانون‌شکنان آمریکایی اشاره کرد.